# Rautulompolo
Rautulompolo är en sjö i Finland. Den ligger i kommunen Enare i landskapet Lappland, i den norra delen av landet, 1 100 km norr om huvudstaden Helsingfors. Rautulompolo ligger 109,8 meter över havet. Arean är 45,2 hektar och strandlinjen är 6,24 kilometer lång. Sjön  ingår i Neidenälvens huvudavrinningsområde. 